# Pseudoruellia perrieri
Pseudoruellia es un género monotípico de plantas con flores perteneciente a la familia Acanthaceae. Su única especie: Pseudoruellia perrieri (Benoist) Benoist, es una planta herbácea natural de Madagascar donde se distribuye por la Provincia de Toliara.

## Taxonomía
Pseudoruellia perrieri fue descrita por la zoóloga y botánica francesa Raymond Benoist y publicado en Bulletin de la Société Botanique de France 109: 131, en el año 1962.